# Cooperativa Cultural Rocaguinarda
Cooperativa Cultural Rocaguinarda és una cooperativa cultural creada el 1978 al barri del Guinardó (Barcelona) i que pren el seu nom del famós bandoler del segle xvii Perot Rocaguinarda. La cooperativa té dues finalitats bàsiques: prestar un servei de llibreria ampli als seus associats i promoure tota mena d'activitats culturals, entre elles cant coral, teatre, excursionisme, lectura creativa i altres. Edita un butlletí en català per als socis.
El 1997 va rebre la Medalla d'Honor de Barcelona.